# Алехо Карпентьєр
 Алехо Карпентьєр  (ісп. Alejo Carpentier y Valmont; 16 грудня 1904, Лозанна — 24 квітня 1980, Париж) — кубинський письменник, журналіст, музикант і музикознавець.

## Біографія і творчість
Син французького архітектора та російської викладачки, по материнській лінії — далекий родич Костянтина Бальмонта. Довгий час вважалося, що він народився в Гавані, куди його сім'я переїхала відразу після його народження; проте, після смерті Карпентьєра, його свідоцтво про народження було знайдено в Швейцарії. Виріс на Кубі. У 12-річному віці прибув з сім'єю до Парижа, вивчав там теорію музики. Повернувшись на Кубу, навчався архітектурі, але курсу не закінчив. У 1924 році почав публікуватися в лівій пресі, в 1927 році за виступ проти диктатури Мачадо був на сім місяців ув'язнений, потім за підтримки Робера Десноса, з яким познайомився в Гавані, емігрував до Франції.
У Франції Карпентьєр познайомився з сюрреалістами, публікувався в Бретонівському журналі «Сюрреалістична революція». У 1930 році підписав антибретонівський памфлет «Труп». Зблизився з Мігелем Анхелем Астуріасом, чий інтерес до доколумбової міфології Латинської Америки глибоко вплинув на Карпентьєра. У 1937 році брав участь в антифашистському конгресі письменників у Мадриді.
У 1939 році Карпентьєр знову повернувся на Кубу, займався вивченням кубинської ритуальної і фольклорної музики.
Враження від поїздок на Гаїті лягли в основу історичного роману «Царство від світу цього». Роман воскрешає епізоди правління на Гаїті Анрі Крістофа, колишнього раба, що боровся за визволення країни від французьких колонізаторів і проголосив себе королем. Роман — під безперечним впливом афрокубинської міфології і мистецтва бароко, з одного боку, та сюрреалістів з їхньою філософією чудесного в повсякденному, з іншого, — позначив прихід «магічного реалізму» в латиноамериканську літературу. Упродовж 1950 −1960-х років цей феномен (активним соратником Карпентьєра тут був Астуріас) багато в чому посприяв світовому інтересові до латиноамериканського роману.
1945 року Карпентьер був запрошений в Каракас Карлосом Едуардо Фріасом для викладання історії культури в Школі витончених мистецтв, і наступні чотирнадцять років письменник прожив у Венесуелі. Він багато подорожував по країні, по її лісах і долинах, збирав інформацію, яка дозволила йому написати одну зі своїх найкращих книг: «Los pasos perdidos» («Загублені сліди», 1953 рік).
1948 року в Каракасі він закінчив «El reino de este mundo» («Царство від світу цього»), роман, натхненний його поїздкою на Гаїті 1944 року.
У період з 1951 по 1959 рік Алехо Карпентьєр публікує в розділі «Letra y Solfa» газети «El Nacional de Caracas» близько трьох тисяч статей присвячених літературі, музиці та мистецтву.
1956 року Карпентьєр побував в Буенос-Айресі, де опублікував «El acoso» («Переслідування»). У тому ж році в Парижі він отримав премію за кращу зарубіжну книгу («Загублені сліди»), у наступному році ця книга була адаптована для кінематографа компанією «Tyrone Power Corporation». 1958 року письменник вирушив до Французької Вест-Індії, а потім опублікував «Війну часів» в Мексиці.
1962 року Карпентьєр опублікував історичний роман «Вік просвітництва», дія якого відбувається в роки Великої Французької революції на Кубі, на Гаїті, у Франції, на Гваделупі, у Французькій Гвіані, в Іспанії. В основі роману лежать справжні факти з життя Віктора Юга — комісара якобінського Конвенту на Гваделупі, агента Директорії у Французькій Гвіані.
Карпентьєр повернувся на Кубу після перемоги революції, взяв діяльну участь у культурному житті країни. З 1966 року обіймав посаду аташе з культури посольства Куби в Парижі.
Роман «Розправа з методом» (1974) — один з портретів латиноамериканського диктатора, поряд з романами «Сеньйор Президент» Астуріаса, «Осінь патріарха» Гарсіа Маркеса, «Я, Верховний» Роа Бастоса.
В останні роки життя Карпентье писав у жанрі фантастики, іноді гумористичної («Концерт бароко» (1974), «Арфа і тінь» (1979)).
Останній роман Карпентьєра «Весна священна» (1978) названий на честь балету Ігоря Стравінського. Роман є широкою епопеєю, що охоплює події XX століття, від громадянської війни в Іспанії до революції на Кубі.
Твори Алехо Карпентьєра значно вплинули на творчість інших латиноамериканських і кубинських письменників, таких як Габріель Гарсіа Маркес, Лісандро Отеро, Леонардо Падура і Фернандо Веласкес Медіна.

## Визнання та вшанування
Лауреат Премії Чіно дель Дука (1975), Премії «Мігель де Сервантес» (1977), французької Премії Медічі за іноземний роман (1979).
На честь Алехо Карпентьєра названо Французький ліцей Гавани Алехо Карпентьєра.

## Твори
- El reino de este mundo / Царство від світу цього (1949)
- Los pasos perdidos / Загублені сліди (1953)
- Guerra del Tiempo / Війна часів (1958)
- El siglo de las luces / Вік Просвітництва (1962)
- La ciudad de las columnas / Місто колон (1970, есе)
- El recurso del método / Розправа з методом (1974)
- Concierto barroco / Концерт бароко (1974)
- La consagración de la primavera / Весна священна (1978)
- El arpa y la sombra / Арфа і тінь (1979)

## Багатотомні видання
- Obras completas: Т. 1-9 / Ed. al cuidado de М. L. Puga. México: Siglo XXI, 1983—1985
- Crónicas: En 11 t. La Habana: Arte y Literatura, 1975—1976

## Переклади українською
- Карпентьєр, Алехо. Мандрівка до початку (пер. Юрко Покальчук), Новела, «Всесвіт» № 2, 1976.
- Карпентьєр, Алехо. Розправа з методом (пер. Анатоль Перепадя, Віктор Шовкун, Олександр Мокровольський), Роман, «Всесвіт» № 6–7, 1976.
- Карпентьєр, Алехо. Загублені сліди: роман / А. Карпентьєр ; пер. с ісп. Петро Соколовський і Юрій Нєгін. — К. : Дніпро, 1978. — 264 с. : іл. (Серія: «Дружба»).
- Карпентьєр, Алехо. Концерт барокко (пер. Маргарита Жердинівська), Повість, «Всесвіт» № 4, 1978.
- Карпентьєр, Алехо. Весна священна [Текст]: роман / А. Карпентьєр ; пер. с ісп. Віктор Шовкун. — К. : Дніпро, 1983. — 632 с. : іл.

### Твори Карпентьєра
- Твори Алехо Карпентьєра [Архівовано 17 березня 2015 у Wayback Machine.] на сайті Е-бібліотека «Чтиво»

### Про нього
- Маріо Бенедетті. «Розправа» з «верховним» «патріархом» (1978)
- Алехо Карпентьєр на сайті Літературна Куба (ісп.)
- Алехо Карпентьєр: творчість, біографія [Архівовано 23 вересня 2010 у Wayback Machine.] (фр.)
- Карпентьєр Алехо // Зарубіжні письменники : енциклопедичний довідник : у 2 т. / за ред. Н. Михальської та Б. Щавурського. — Тернопіль : Навчальна книга — Богдан, 2005. — А — К. — С. 717. — ISBN 966-692-578-8.